# Ірина Гуревич
Ірина Гуревич (нар. 16 березня 1976, м. Вінниця) — українська професорка комп'ютерних наук і директорка Knowledge Processing Lab. В даний час викладає в Дармштадтському технічному університеті. Авторка робіт про головні віхи лексичних знань: основи та програми (Дармштадт).

## Освіта та навчання
- 1993—1998 роки — вивчала англійську та німецьку філологію у Вінницькому державному педагогічному університеті імені Михайла Коцюбинського.[5]
- 1998—2001 роки — стипендіатка Німецької служби академічних обмінів[6] (DAAD) та федеральної держави Північний Рейн-Вестфалія для участі в університеті Дуйсбурга-Ессен, Німеччина.
- 2001—2005 Наукова співробітниця докторантури в Європейській медіа-лабораторії та дослідженні EML (тепер Інститут теоретичних досліджень в Гейдельберг — HITS), Німеччина.[7]
- 2003 рік — Докторат з комп'ютерної лінгвістики в університеті Дуйсбурга-Ессен.
- 2005—2007 роки — менеджмент наукового співробітника в університетському дослідницькому проекті: E-Learning, в Технологічному університеті Дармштадта, Німеччина.
- З 2007 року очолює Німецький дослідницький фонд (DFG)[8], група Еммі Ньотер у відділі комп'ютерних наук в Технологічному університеті Дармштадта.
- 2008—2009 роки — Фонд Volkswagen Lichtenberg[9], професорка повсюдної обробки знань на кафедрі комп'ютерних наук в Технологічному університеті Дармштадта.
- З 2009 року — Фонд Volkswagen Lichtenberg[9], професорка обробки знань на кафедрі комп'ютерних наук в Технологічному університеті Дармштадта.

## Нагороди
- з 2013 року членкиня AcademiaNet[10] після номінації Асоціації DFG[11] та Лейбніца.
- Інноваційна нагорода від IBM «DKPro-ML[12]: Open Source UIMA[13] на основі системи для машинного навчання», 2008.
- Інноваційна премія з неструктурованої інформації[14] 2008 від IBM «Фундаментальний курс на базі UIMA[15] для викладання нових тенденцій розвитку НЛП до студентів з інформатики», 2008.
- UniTechSpin Спеціальна нагорода від Ісра-Візіон[16] «Управління семантичною інформацією для бізнес-процесів», 2008.
- Неструктурований інформаційний менеджмент за 2007 рік від IBM «Darmstadt Knowledge Software Processing Repository»[17], 2007.